# Муслимански Роми
Муслимански Роми су припадници ромског народа који исповедају ислам. Постоји више различитих ромских група и подгрупа које углавном практикују ислам, као и појединачни Роми из других подетничких група који су прихватили ову веру.

## Историја

### Положај у Османском царству
Исламизација Рома је историјски повезана са животом у Османском царству, где су муслимански Роми били у повољнијем положају. Османске власти су их пресељавале у Балканске провинције из Анадолије и Египта. У првим вековима османске владавине, муслимански Роми су плаћали џизију (порез на немуслимане), али су Роми у Босни и Херцеговини били изузети од пореза по наређењу султана Селима II. Након Гилханског хатишерифа, сви муслимански Роми су ослобођени плаћања пореза и стекли статус равноправних муслимана. Године 1874. добили су једнака права као и остали муслимани Османског царства.
Турски историчар Решат Екрем Коџу забележио је да је једна група Ломлара у Истанбулу колективно прешла на ислам у 19. веку.

### Миграције
Након распада Османског царства, муслимански Роми су се нашли суочени са двоструком дискриминацијом у регионима где је ислам био мањинска религија, доживљавајући и антициганизам и антимуслиманске предрасуде.
Током Грчког рата за независност, Руско-турског рата (1877–1878) и Балканских ратова (1912–1913), муслимански Роми су, заједно са другим муслиманским групама, избегли у Истанбул и источну Тракију као мухаџири.
У оквиру размјене становништва између Грчке и Турске, муслимански турски Роми из Грчке такође су пресељени у Турску. На турском језику познати су као Mübadil Romanlar.
У периоду 1950–1951. године, муслимански турски Роми из Бугарске пресељени су у Турску, насељавајући се углавном у Чанакалеу и околини.
Од 1953. до 1968. године, муслимански турски Роми и Турци из Југославије емигрирали су у Турску.
Због релативне лакоће миграције у савременом добу, муслимански Роми се могу пронаћи и у другим деловима света. Турски Роми, као и други муслимански Роми из бивше Југославије, стигли су у Западну Европу као гастарбајтери, али су их становници земаља домаћина углавном посматрали као Турке или Југословене.
Муслимански Роми из Босне и са Косова емигрирали су у Италију током југословенских ратова, посебно се насељавајући у Фиренци.
Коракане Роми из бивше Југославије емигрирали су у Сједињене Америчке Државе, највише у Њујорк, као и у Јужну Америку.
Од 2007. године, турски Роми из Бугарске одлазили су као радници у Западну Европу.

## Демографија и културне разлике
Значајне заједнице муслиманских Рома налазе се у Турској, Босни и Херцеговини, Албанији, Црној Гори, Косову, Северној Македонији, Бугарској (где су 1990-их чинили око 40% укупне ромске популације), Хрватској (где 45% Рома води порекло из Босне), јужним деловима Русије, Грчкој (нарочито у Западној Тракији), Северном Кипру, јужној Србији и на Криму.
Муслимански Роми у бившој Југославији углавном говоре балканским ромским језиком и јужнословенским језицима. У Албанији, на Косову, у Црној Гори и Северној Македонији постоје групе које су у потпуности усвојиле албанску културу и говоре искључиво албански, називају се Khorakhan Shiptari. Поједине групе су створиле нове идентитете, попут Ашкалија и Балканских Египћана, а многи муслимански Роми у Косову се изјашњавају као Албанци или Турци.
Турски језик користе Роми у Турској, док неки говоре гурбетским језиком, Румелијским ромским језиком или Сепечидес ромским језиком. Одређени муслимански Роми користе термин „Циганин“ за себе без негативне конотације.

### Разлике између муслиманских и хришћанских Рома
Османске власти су стриктно раздвајале хришћанске и муслиманске Роме. По наређењу султана Сулејмана Величанственог, муслимански Роми нису смели да ступају у брак са хришћанским Ромима, живе у истим насељима или заједнички послују. Муслимански Роми су имали обавезу војне службе, а многи су били део османског војног оркестра.
Временом су настале дубоке културне разлике између муслиманских и хришћанских Рома. Хришћански Влах Роми себе сматрају „чистим Ромима“ (čáče Roma) и муслиманске Роме не доживљавају као део ромске заједнице, називајући их „Турцима“ и критикујући њихову праксу обрезивања. Са друге стране, муслимански Роми хришћанске Роме сматрају странцима и називају их Dasikane („слуге“ или „робови“). Коришћење термина Amare Roma („наши Роми“) и Cudza Roma („туђи Роми“) варира у зависности од групе. Ове верске поделе довеле су до великог културног јаза између муслиманских и хришћанских Рома.

## Групе муслиманских Рома
Коракане Роми је застарели религионим, конфесионим и општи назив за муслиманске Роме на Балкану. Коракане, што у балканском ромском језику значи „турски Роми“, припадају нерумунским ромским заједницама које су прихватиле сунитски ислам по Ханафијском мезхебу у време Османског царства. Неки од њих су следбеници суфизма и припадају дервишким редовима. Највећа текија тариката Џерахи у Европи налази се у Шуту Оризарију у Северној Македонији, где живе Арлије и Гурбети, а заједница има свог ромског имама. У овом насељу муслимански Роми користе Куран на балканском ромском језику.
У Турској, многи муслимански Роми припадају тарикату Кадирија, а једна од значајних текија је Хиндилер Текеси, коју је 1738. године основао индијски муслимански шејх Сејфулах ефенди ел-Хинди у Селамсизу. Муслимански Роми у Турској и на Балкану углавном су културни или номинални муслимани.
Постоји више група Коракане Рома, које су добиле имена према својим традиционалним занимањима, а деле се на седелачке и номадске заједнице. Нису сви Роми који исповедају ислам сврстани у групу Коракане.

## Вера и статус
Већина муслиманских Рома су сунити, али нису искључиво сунити. На пример, у Србији постоје и неке шиитске ромске заједнице. Турски Роми су углавном сунити.
Током османске власти, муслимански Роми су имали нижи друштвени статус у односу на немуслиманске Роме, али виши у односу на немуслимане. Ипак, у појединим срединама муслимански Роми су добро интегрисани и прихваћени од стране својих муслиманских сународника који нису ромског порекла.

## Обреди и традиције
Муслимански Роми обављају церемонију верског обрезивања дечака (Bijav Suneti) уз велике свечаности. Дечаци се најчешће обрезују у петој години живота, јер број пет има посебан значај у ромској култури. Традиција налаже да се кожни покривач (препуцијум) мора сахранити, јер се верује да ће се он вратити човеку на Дан васкрсења, што се заснива на хадису из Сахиха ел-Бухарија. Ова пракса је уобичајена и међу муслиманима јужне Азије. Током церемоније, руку и ногу детета држи Кирво (кум), који такође сноси трошкове обрезивања. Ова традиција постоји и у алевизму и језидизму у Турској, а Кирво има улогу сличну јеврејском Сандеку.

## Одећа
Муслиманске Ромкиње носе свилене димије, познате и као турски шалвар, на венчањима, церемонијама обрезивања и другим свечаностима. Чак и радним данима, многе старије жене, као и неке млађе, носе шалвар као део свакодневне одеће.

## Плес и музика
Међу муслиманским Ромима изводе се трбушни плес, ромски оро, као и музика у ритму 8/9, позната као Roman Havaları. Од инструмената се користе зурна, гоч и кларинет.
У Османском царству, млади и атрактивни ромски мушкарци су често бивали ангажовани као кечек (Köçek) плесачи, док су младе ромске плесачице биле познате као ченги (Çengi).